# Pieni Haapajärvi
Pieni Haapajärvi är en sjö i kommunen Kannonkoski i landskapet Mellersta Finland i Finland. Den är 1 meter djup. Arean är 47 hektar och strandlinjen är 3,03 kilometer lång. Sjön  ingår i Kymmene älvs huvudavrinningsområde.   Den ligger omkring 74 kilometer norr om Jyväskylä och omkring 300 kilometer norr om Helsingfors. 
Pieni Haapajärvi ligger söder om Iso Haapajärvi. 